# American International Building
American International Building — 66-ти поверховий будинок висотою 290 метрів в Нижньому Мангеттені. Офіційна адреса «Пайн стріт», 70. Також межує з «Седар стріт» і «Перл стріт».
Будівля була побудована в 1932 році Cities Service Company для нафтового і газового барона Генрі Латема Доґерті. Це було під час гонки хмарочосів у Нью-Йорку, яка зумовлює зовнішній вигляд будинку — зі шпилем в популярному тоді готичному стилі. Коли будівництво було закінчено, будівля стала третьою за висотою у світі, після Емпайр Стейт Білдінґ (Empire State Building) і Крайслер Білдінґ (Chrysler Building).
Будівля стала останнім хмарочосом в Нижньому Мангеттені, побудованим до початку Другої Світової війни. Вона залишалося найвищою будівлею в центрі Мангеттена до 1970-х років поки не було закінчено будівництво Всесвітнього торгового центру (World Trade Center). Після подій 11 вересня 2001 року, вона знову стало найвищою будівлею у центрі. У наш час[коли?] цей будинок п'ятий за висотою в Нью-Йорку після Емпайр Стейт Білдінґ (Empire State Building), Вежі Банку Америки (Bank of America Tower), Крайслер Білдінґ (Chrysler Building), і Нью-Йорк Таймс Білдінґ (New York Times Building), і 16-им у США. На 2006 рік це був 39-й найвищий будинок у світі. Будівлю часто називають просто American International. Спочатку вона належала Cities Service Company і називалося Cities Service Building; Cities Service продало його American International Group (AIG), коли штаб компанії переїхав до Тульса, Оклахома. У наш час[коли?] будівлею володіє AIG.

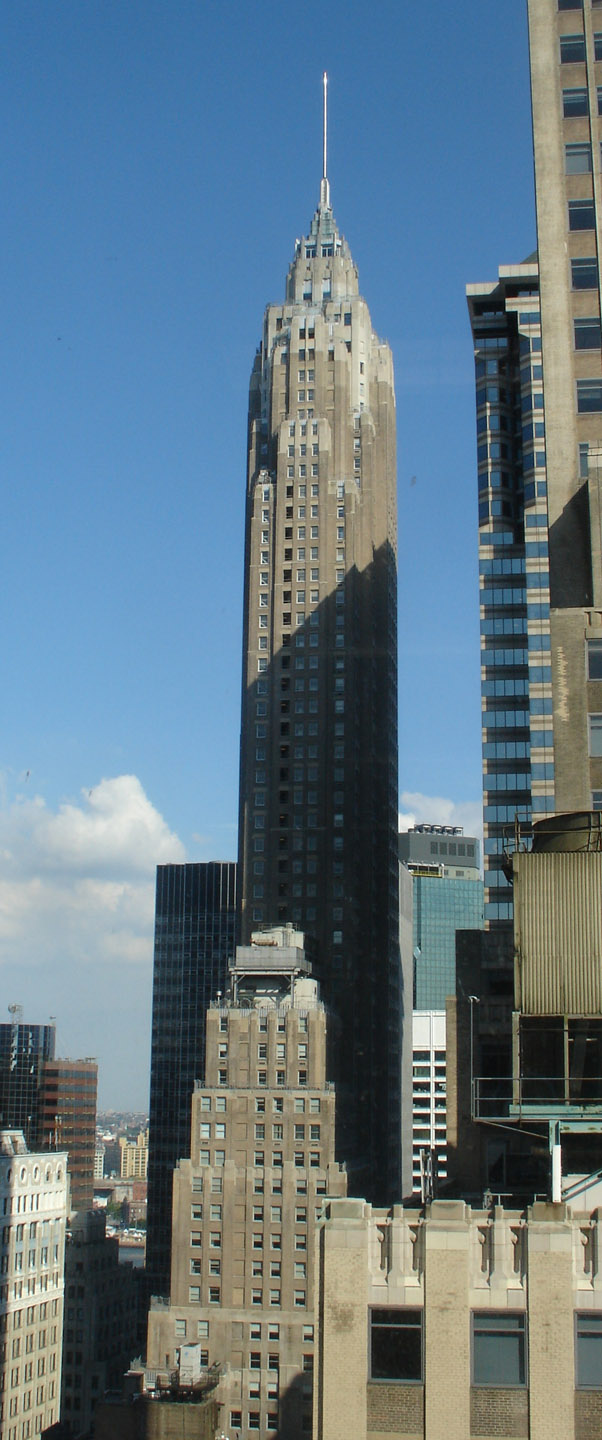
American International Building, вигляд з 14 Wall Street

Будівля має скляний оглядовий майданчик на 66-му поверсі, з якого відкривається вид на місто. Цей майданчик, раніше відкритий для публіки, зараз доступна для відвідування тільки керівникам і співробітникам AIG. Башта була спочатку побудована з дворівневими ліфтами, які обслуговували одночасно два поверхи, щоб максимально використовувати вузькі шахти ліфта. Ці ліфти були вилучені через їхню незручність, але Citygroup Center втілив цю ідею в 1970-х роках.